# بارگاه (چاراویماق)
بارگاه یکی از روستاهای استان آذربایجان شرقی است که در دهستان چاراویماق شرقی بخش شادیان شهرستان چاراویماق واقع شده‌است.این روستا ۱۸۷ نفر جمعیت دارد.